# Plantage (Kampen)
De plantage is een plein in het centrum van de Nederlandse stad Kampen aan de Oudestraat en Hofstraat.
De naam is ontleend aan de bomen die het plein hebben gesierd vanaf de aanleg rond 1720-1725.
Tegenwoordig behoort het plein tot de meest populaire uitgaansgebieden van Kampen. Meerdere horecagelegenheden zijn aan het plein gevestigd. Gedurende de zomermaanden is het plein in gebruik als terras.
Ook wordt hier de wekelijkse zaterdagmarkt gehouden.

## Historie
Het plein is oorspronkelijk aangelegd tussen 1720 en 1725. Hiervoor zijn enkele grote, leegstaande koopmanshuizen gesloopt. De leegstand was ontstaan omdat veel inwoners van Kampen naar Amsterdam vertrokken.
De gemeente Kampen besloot tot de aanleg van een plein waar een centrale markt kon worden georganiseerd.
Aan de Plantage en Oudestraat vindt men het Olde Vleyshuis, een gildehuis van slagers waar gedurende de Middeleeuwen vee werd gekeurd en verhandeld. Daarnaast werd hier vis verhandeld, ook konden mensen kippen ruilen voor stoelen.
Bij de herinrichting van het plein werden platanen aangeplant.
Botermarkt ·
Broederweg ·
Buiten Nieuwstraat ·
Burgwal ·
Burgwalstraat ·
Gasthuisstraat ·
Geerstraat ·
Groenestraat ·
Kerkstraat ·
Koornmarkt ·
Muntplein ·
Nieuwe Markt ·
Oude Raadhuisplein ·
Oudestraat ·
Plantage ·
Van Heutszplein ·
Vloeddijk ·
Voorstraat ·
IJsselkade